# Портсмутские земляные сооружения
Портсмутские земляные сооружения, англ. Portsmouth Earthworks — крупный комплекс индейских курганов, относящихся к культуре Огайо-Хоупвелл (100 г. до н. э. — 500 г. н. э.). Это был один из крупнейших церемониальных центров хоупвеллской традиции, расположенный в месте слияния рек Сайото и Огайо. Большая часть древнего церемониального центра в настоящее время скрыта под зданиями современного города Портсмут в округе Сайото, штат Огайо. Отдельные фрагменты комплекса включены в Национальный исторический реестр США.

## Галерея изображений

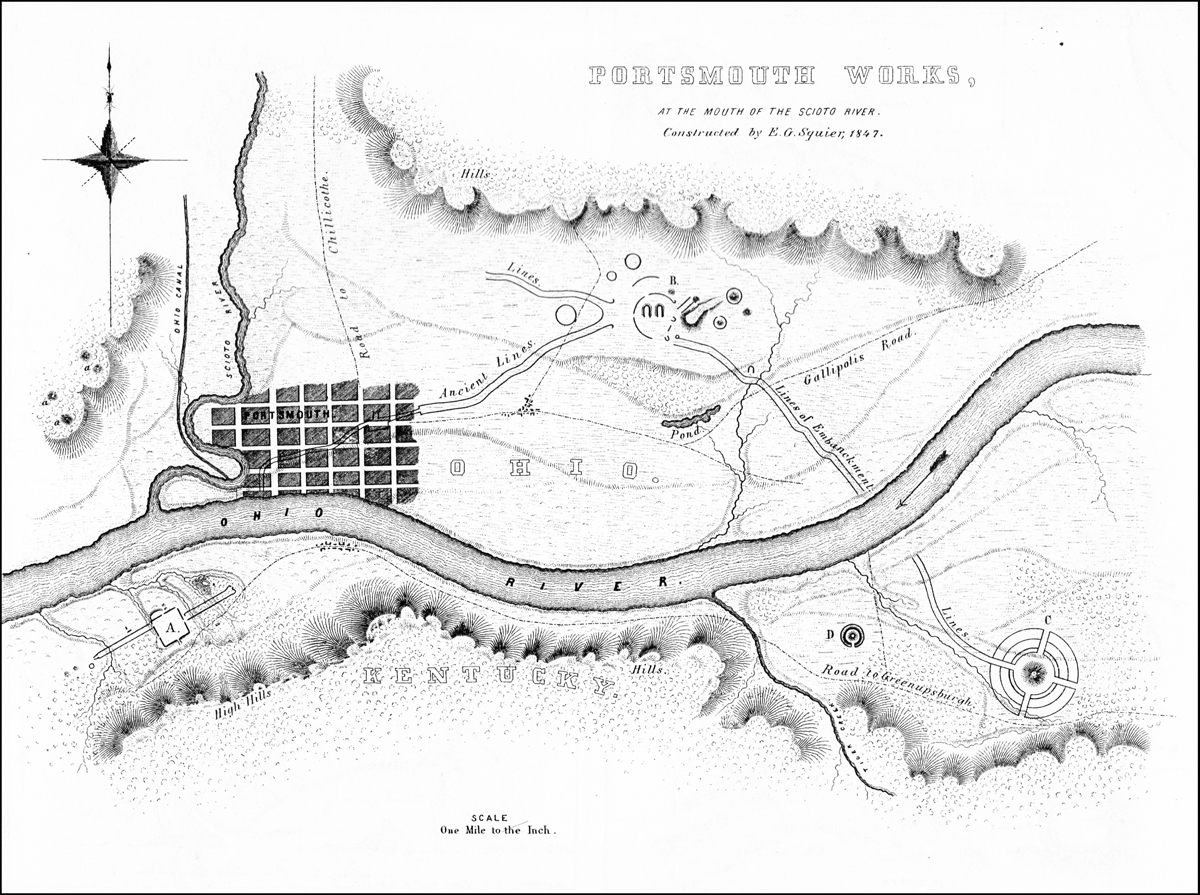
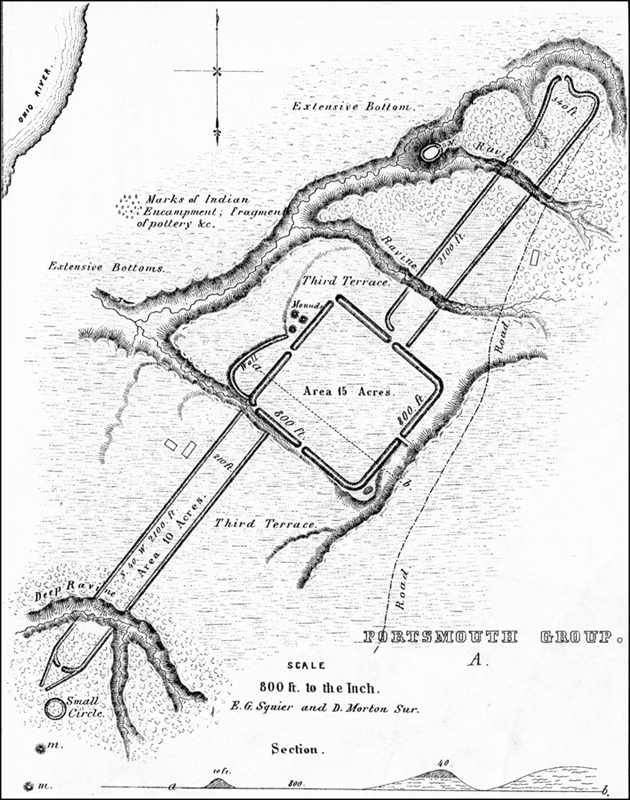
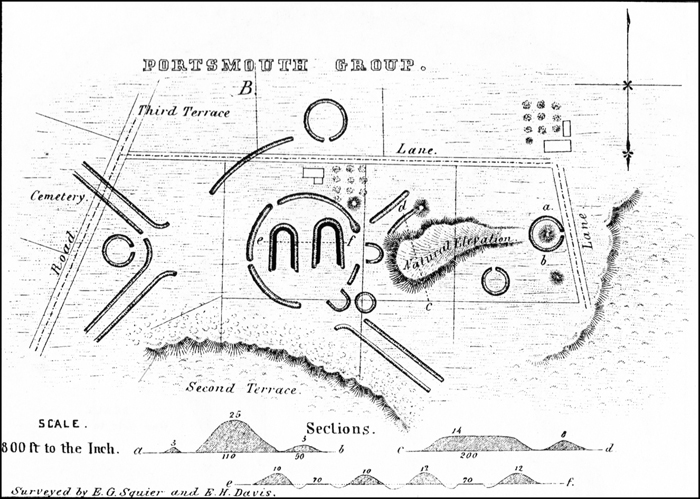
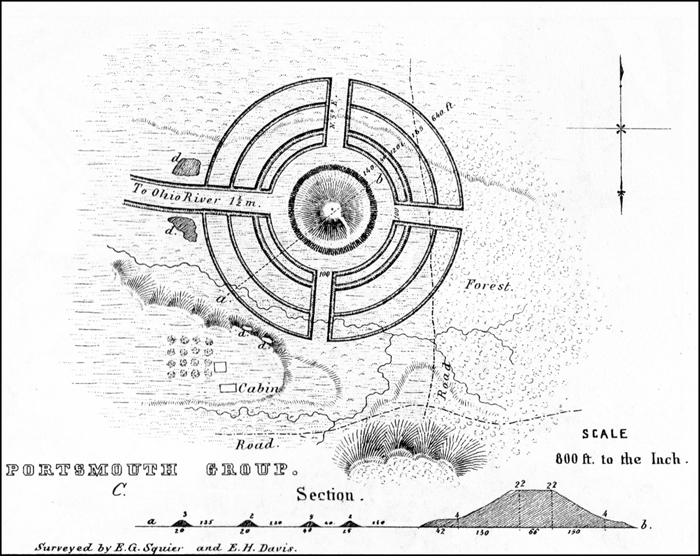